# Чергаши
Черга́ши (чув. Чĕркаш) — деревня в Чебоксарском районе Чувашской Республики. Входит в состав Лапсарского сельского поселения.

## География
Находится в северной части Чувашии на расстоянии приблизительно 5 км на северо-запад по прямой от районного центра поселка Кугеси.

## История
Известна с 1858 года, когда здесь было 50 жителей. В1897 году было учтено 87 жителей, в 1906 — 16 дворов и 85 жителей, в 1926 — 23 двора, 104 жителя, в 1939—112 жителей, в 1979—153. В 2002 году было 54 двора, 2010 — 76 домохозяйств. В период коллективизации вошла в колхоз «Сапун», в 2010 году действовало ООО «Чебоксарская птицефабрика».

## Население
Постоянное население составляло 176 человек (чуваши 93 %) в 2002 году, 243 в 2010.